# Dapa
Dapa est une localité de la province de Surigao du Nord, aux Philippines. En 2015, elle compte 23 787 habitants.